# سپاهی
سپاهی امروزه در زبان فارسی به اعضای سپاه پاسداران انقلاب اسلامی گفته می‌شود اما در مفهوم کلی واژه سپاهی (انگلیسی: Sipahi به الفبای رومی: sipâhi ترکی عثمانی: سپاهی، تلفظ ترکی استانبولی: [sipa:hi]) سوارکاران حرفه‌ای و حقوق بگیرانی بودند که توسط سلجوقیان، و بعداً امپراتوری عثمانی اعزام می‌شدند؛ از جمله سواره‌نظام سپاهی استانی (تیمار) که بیشتر ارتش را تشکیل می‌دادند. نیروهای سواره نظام سبک نامنظم («مهاجمان»)، سپاهی به حساب نمی‌آمدند. سپاهی‌ها طبقات اجتماعی متمایز خود را تشکیل می‌دادند و رقیب پیاده‌نظام زبده و جان‌نثاران سلطان موسوم به ینی‌چری‌ها بودند.
سپاهی (به فرانسوی: Spahis) همچنین عنوانی بود که به چندین واحد سواره نظام که در ارتش‌های استعماری فرانسه و ایتالیا در قرون ۱۹ و ۲۰ خدمت می‌کردند گفته می‌شد.

## نام
این کلمه برگرفته از زبان فارسی: سپاهی، به معنی "سرباز" است. این اصطلاح به صورت spahi و spahee نیز در انگلیسی برگردان شده‌است؛ در زبان‌های دیگر به صورت: spahiu در آلبانیایی و در رومانیایی، sepuh (սեպուհ) در ارمنی، spahis (Σπαχής) در یونانی، spahija یا spahiya در صربی کرواتی، بلغاری و مقدونی (سیریلیک: спахија , спахия): در بنگالی [sipāhī] " sepoy " (সিপাহী). در پرتغالی نیز sipaio (با انواعی مانند sipai , cipaio و cipai) آمده‌است، اما در اسپانیایی به صورت cipayo اقتباس شده‌است. کلمه سپوی از همان کلمه فارسی sepāhī است. در زبان مالدیو، به سربازان ارتش «سیفاین» (Sifain) می‌گویند.

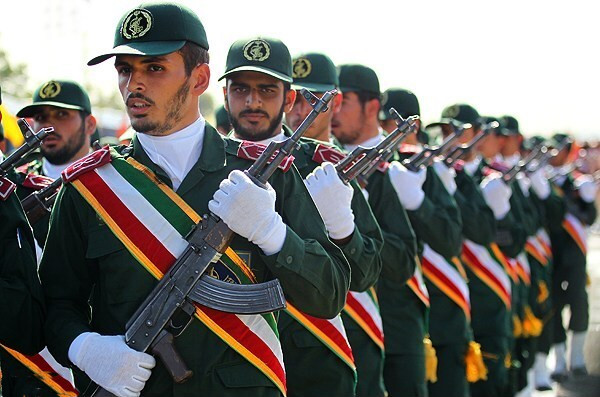
رژه سپاهی‌های ایران در سال ۱۳۹۱

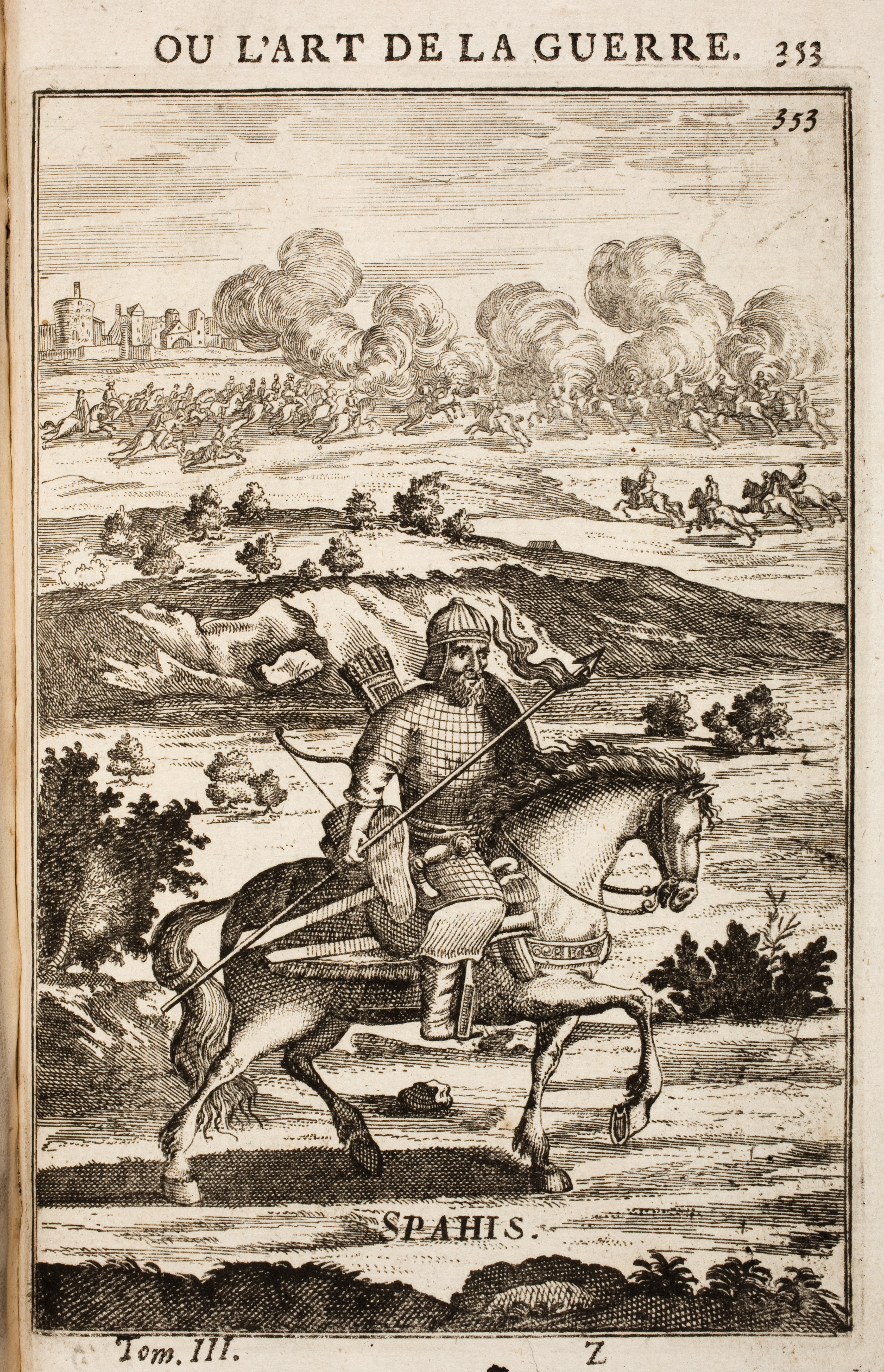
سپاهی. Manesson Mallet: Art de la Guerre, 1696

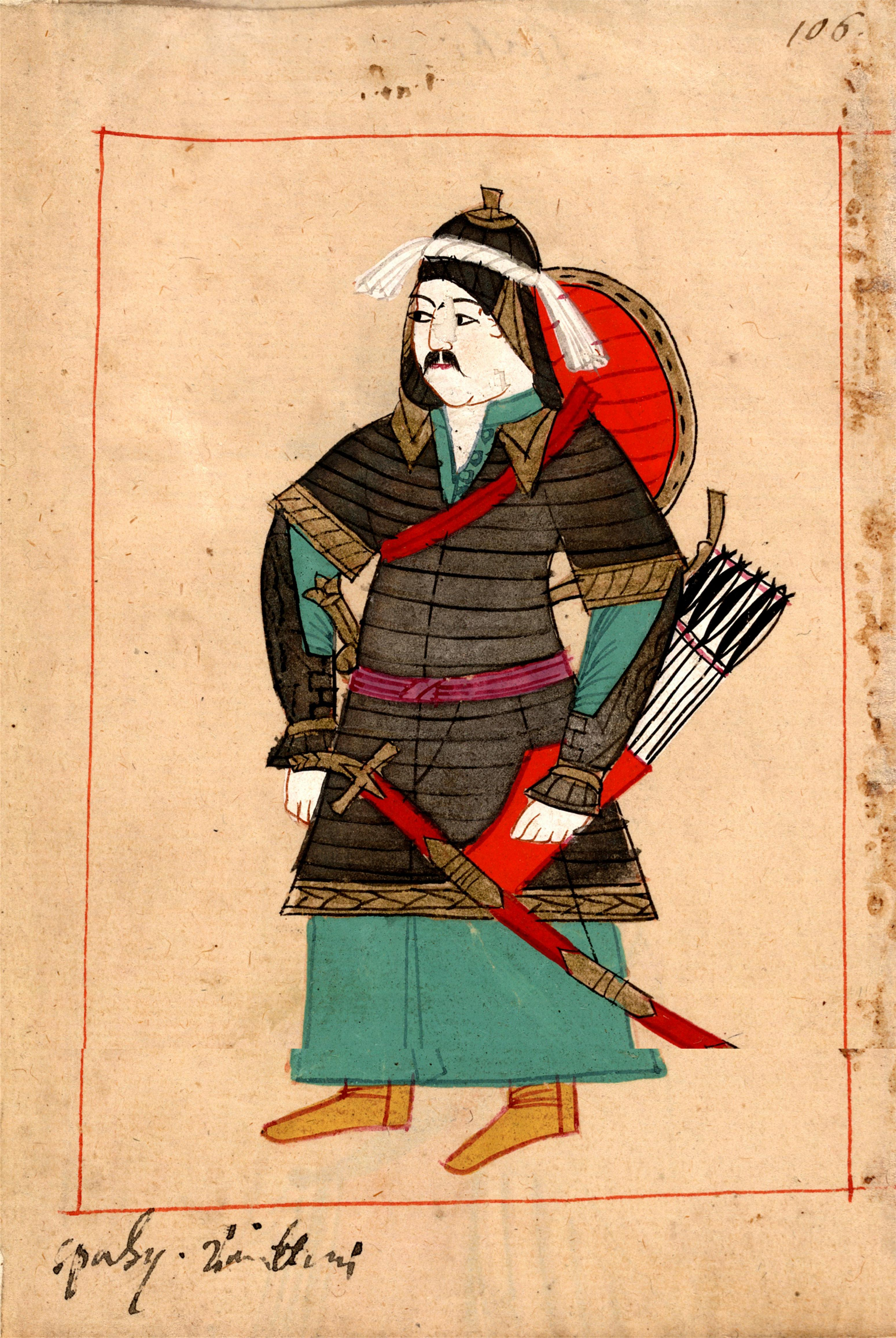
مینیاتوری که یک تیماریوت آناتولی را به تصویر می‌کشد، مربوط به قبل از سال ۱۶۵۷.

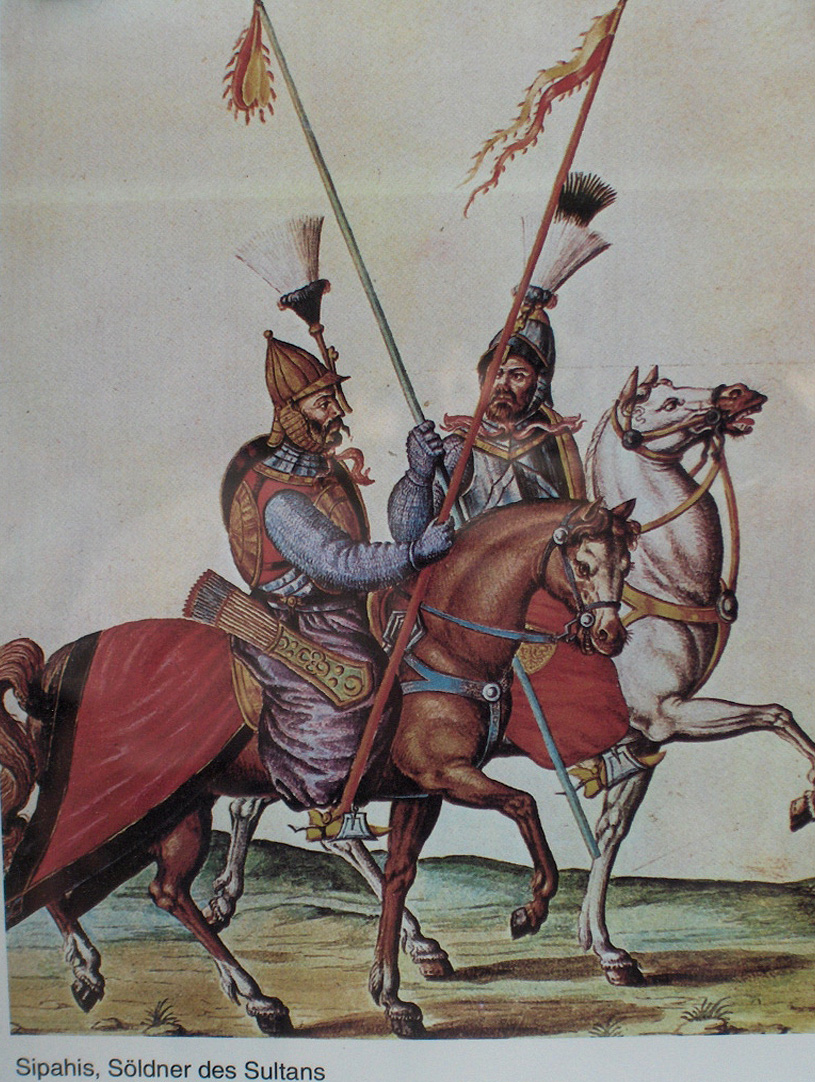
تصویری از سپاهی‌ها در نبرد وین